# 大不里士蓝色清真寺

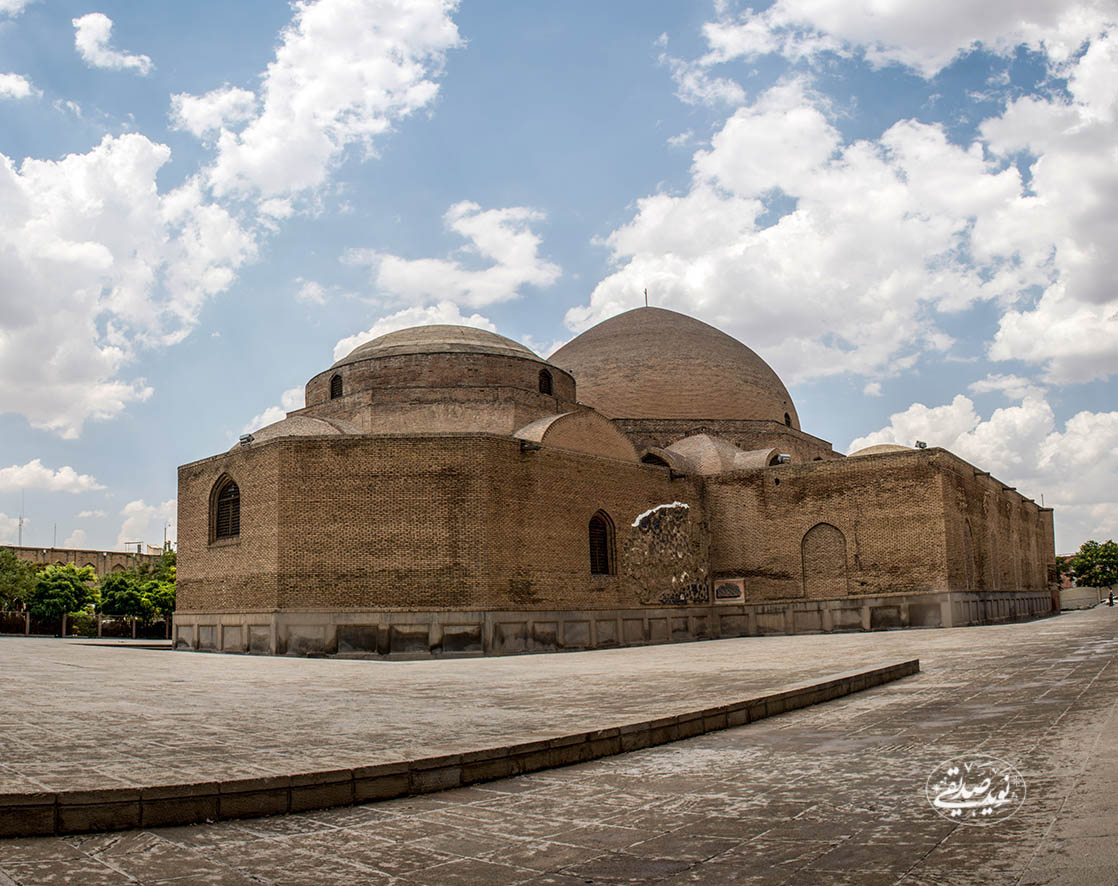
大不里士蓝色清真寺

蓝色清真寺（波斯語：‎，羅馬化：Masjed-e Kabūd）是位於伊朗大不里士的一座清真寺。1465年，黑羊王朝统治者贾汗·沙下令建造大不里士蓝色清真寺。 

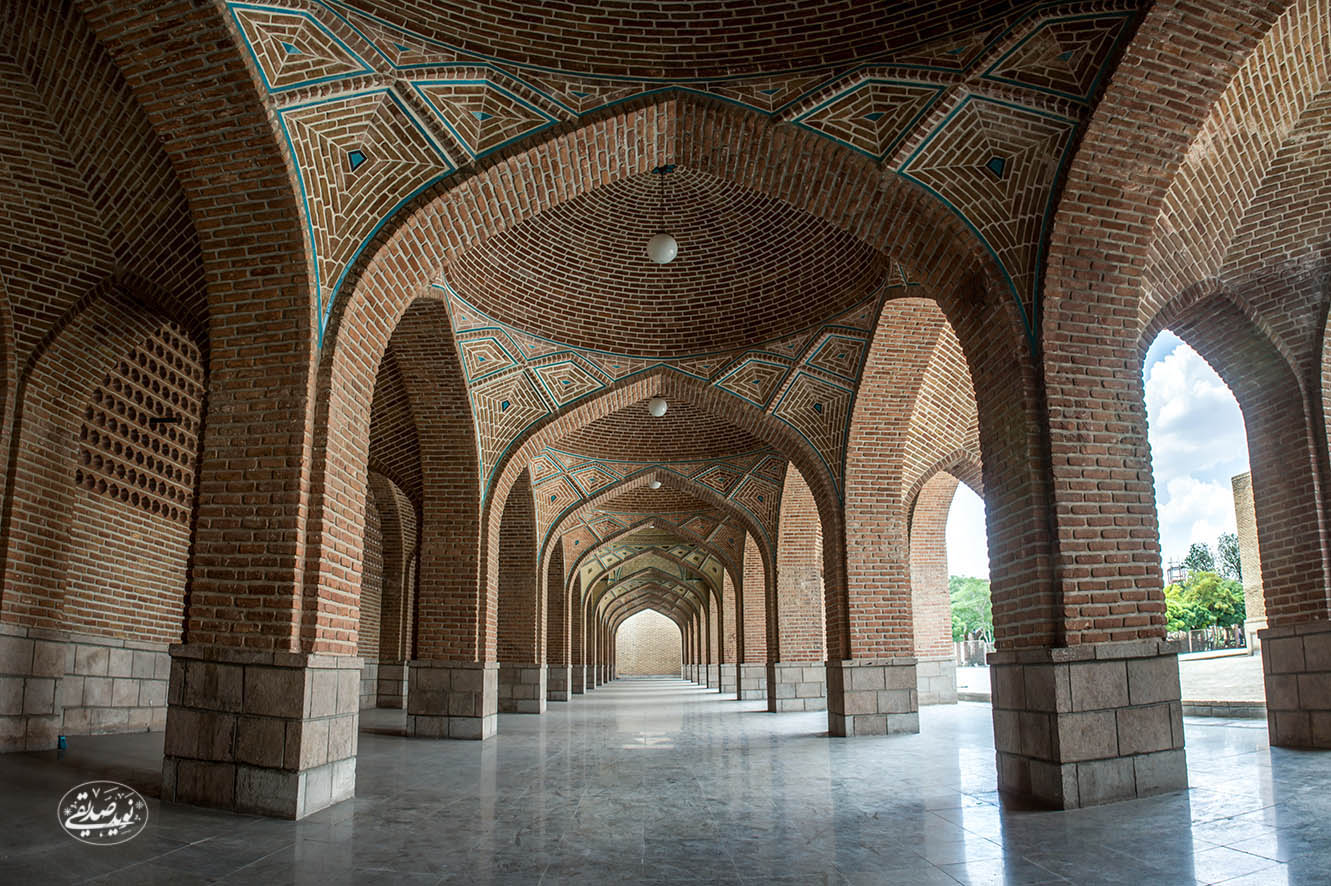
蓝色清真寺

該清真寺在1780年的一場地震中遭到严重破坏，當時受損的清真寺只剩下伊万 。1973年，清真寺开始重建。

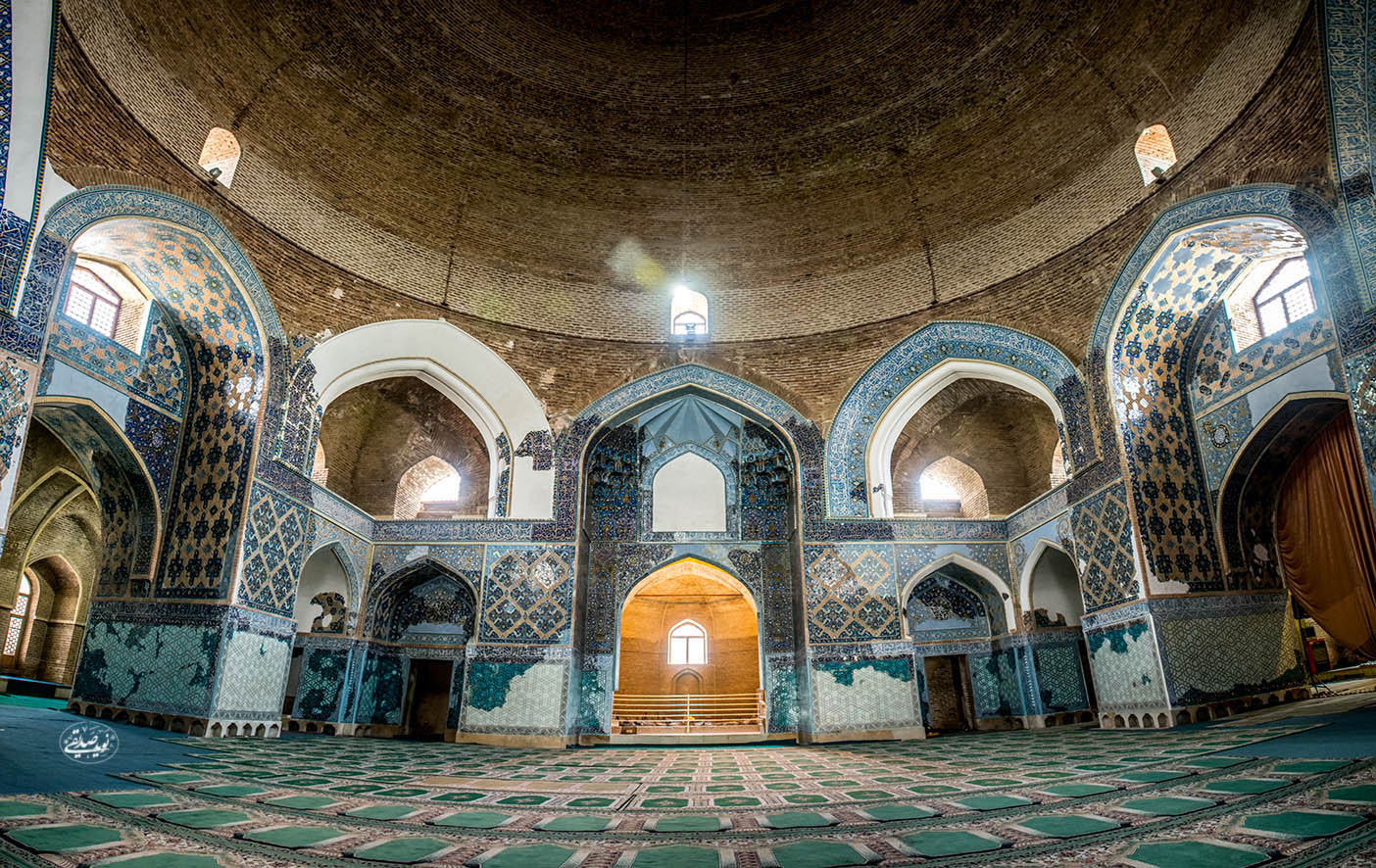
蓝色清真寺